# فيليب جونز (ممثل مسرحي)
فيليب جونز (بالإنجليزية: Philip Madoc)‏ (و. 1934 – 2012 م) هو ممثل مسرحي، وممثل أفلام من المملكة المتحدة، وويلز، توفي في هارتفوردشير، عن عمر يناهز 78 عاماً، بسبب سرطان.

## التعليم
تعلم في الأكاديمية الملكية للفنون المسرحية، في تخصص تمثيل (حتى 1959)، وجامعة فيينا، وجامعة ويلز.

## وصلات خارجية
- فيليب جونز على موقع IMDb (الإنجليزية)
- فيليب جونز على موقع ألو سيني (الفرنسية)
- فيليب جونز على موقع ميوزك برينز (الإنجليزية)
- فيليب جونز على موقع أول موفي (الإنجليزية)
- فيليب جونز على موقع قاعدة بيانات الأفلام السويدية (السويدية)
- فيليب جونز على موقع ديسكوغز (الإنجليزية)
- فيليب جونز على موقع قاعدة بيانات الفيلم (الإنجليزية)
- فيليب جونز على موقع كينوبويسك (الروسية)